# Fanny Newald
Fanny Newald, auch Franziska Newald (* 10. Jänner 1893 in Linz; † 1970), war eine österreichische Malerin.

## Leben und Wirken

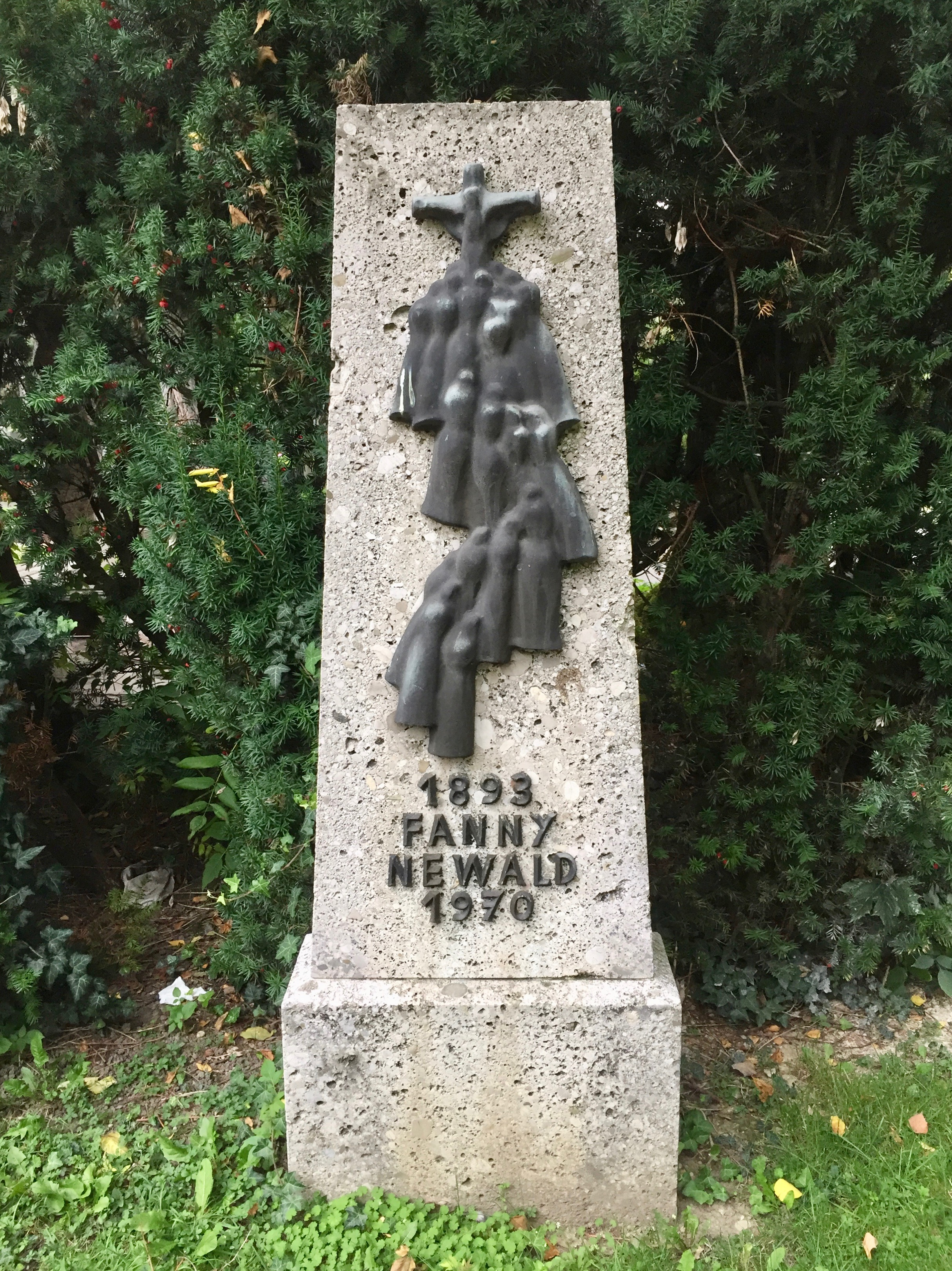
Grab und Grabstein von Fanny Newald auf dem St. Barbara-Friedhof in Linz

Die Künstlerin war die Tochter des Rechtsanwaltes Richard Newald und dessen Frau Franziska, geb. Edlbacher. Sie wuchs in Linz auf und maturierte 1909 an der Körnerschule.
Ihre Malausbildung erhielt sie im Atelier von Marie Hedwig Ney und in den Malschulen von Berta von Tarnóczy und Tina Kofler sowie Matthias May. Ab 1924 studierte sie an der Akademie der Bildenden Künste München. 1925 wurde sie Mitglied der Künstlervereinigung MAERZ. Sie nahm in den 1920er-Jahren an den Ausstellungen der Künstlervereinigung teil. Nach ihrer Rückkehr aus München 1932 zählte der Künstlerkreis um Rudolf Steinbüchler, Josef Schnetzer und Karl Hauk zu ihrem Bekanntenkreis. Nach dem Zweiten Weltkrieg beteiligte sie sich gelegentlich an Ausstellung der Berufsvereinigung Bildender Künstler Österreichs Sektion Oberösterreich. Sie malte als Angestellte der städtischen Kulturverwaltung von 1945 bis 1960 die Kulissen für die Linzer Puppenspiele und arbeitete dort auch als Kassiererin. Unter den von ihr geschaffenen Bildern befinden sich Blumenstücke, Zeichnungen mit Linzer Stadtansichten und Landschaftsbilder mit Motiven aus der näheren Umgebung von Linz. Im Vorfeld der Retrospektive im Nordico 2014 wurde die Bevölkerung um Mithilfe und Leihgaben ersucht.
Die Künstlerin ist auf dem St. Barbara-Friedhof in Linz begraben.

## Auszeichnungen
- 3. Preis in der Ausstellung Gartenstadt Linz, Aula der Kunstschule Linz, 1952

## Einzelausstellungen
- Gedächtnisausstellung Fanny Newald, Schlossmuseum Linz, 1972
- Fräulein Newalds Gespür für die Stille, Eine Linzer Künstlerin (1893 bis 1970), Retrospektive mit Werken aus den Beständen des Nordico, des Oberösterreichischen Landesmuseums und der Oberösterreichischen Berufsvereinigung Bildender Künstler sowie Privatbesitz ergänzt mit Dokumenten aus dem Nachlass sowie Interviews mit Zeitgenossen, Nordico, 2014
- Impuls Fanny Newald, Werk und Person gesehen von KünstlerInnen der Berufsvereinigung Bildender Künstlerinnen Oberösterreichs, Oberösterreichisches Kulturquartier, 2014